# Sven van Beek
Sven van Beek (Gouda, 28 de julho de 1994) é um futebolista neerlandês que joga como zagueiro para o clube Heerenveen.

## Carreira
Van Beek joga desde o juvenil no Feyenoord ; anteriormente, ele jogou pelo SV DONK de Gouda. O defensor não teve uma juventude fácil porque havia muita concorrência, por isso, ele foi enviado para o B2 no juvenil. Eventualmente, Van Beek conseguiu jogar novamente em sua própria classe após dois anos, depois que em janeiro de 2013 teve seu primeiro contrato profissional assinado para Feyenoord. 
No jogo de exibição em 05 de janeiro de 2013, um dia depois de Van Beek ter seu contrato profissional assinado, ele jogou contra o AGOVV pela primeira vez. No jogo da Taça contra o PSV, ele faz sua estréia em uma partida oficial. Ele substituiu o doente Daryl Janmaat. Ele continuou a treinar durante todo o ano com o time principal.

## Títulos
Feyenoord
- Eredivisie: 2016–17
- Copa dos Países Baixos: 2015–16, 2017–18
- Supercopa dos Países Baixos: 2017